# 乔治·波洛克
第一代从男爵乔治·波洛克爵士陆军元帅 GCB GCSI（1786年6月4日—1872年10月6日）是一名英属印度陆军的军官。在参加英尼战争之前，波洛克参加了第二次英国-马拉塔战争期间的迪格战役和布尔特普尔围城战。此外，在第一次英缅战争期间，波洛克在普罗米战役和蒲甘战役中负责指挥英军炮兵部队。在1842年1月的第一次英阿战争期间从喀布尔灾难性地撤退之后，波洛克被派往援救困在贾拉拉巴德的英国驻军：他通过开伯尔山口前进，最终于同年4月成功完成任务。此后，波洛克开始了一项未经授权但最终成功的军事行动，以营救位于喀布尔的英国人质。1844年，加尔各答居民为纪念波洛克的成就而设立了波洛克奖章，颁发给阿迪斯科姆军事学院的“当季最佳学员”。

## 生活

### 早年生活和教育
乔治·波洛克是负责给乔治三世供应马鞍的大卫·波洛克（David Pollock）和萨拉·波洛克（Sarah Pollock）的儿子。乔治的哥哥是律师和政治家第一代从男爵弗雷德里克·波洛克爵士（Sir Frederick Pollock）。波洛克家族是邓弗里斯郡巴尔格雷家族的一个分支。大卫·波洛克的父亲是特威德河畔贝里克的市民，他的祖父是达勒姆的自耕农，大卫的马鞍生意则得到皇室的支持。

### 军旅生涯

#### 尼泊尔和印度
乔治·波洛克在伍尔维奇皇家军事学院接受教育，后于1803年12月14日被任命为孟加拉炮兵团的炮兵中尉次官。1804年4月19日，波洛克晋升中尉，并参加了同年11月的迪格战役和1805年春季第二次英国-马拉塔战争期间的布尔特普尔围城战。1805年9月17日，波洛克晋升高级中尉，后于1812年3月12日晋升上尉。在英尼战争期间，波洛克于1819年8月12日晋升少校。1820年，波洛克成为炮兵助理副官，并于1824年5月1日晋升中校。
在英国休完病假后，波洛克在1824年11月的普罗米战役和1826年2月第一次英缅战争期间的蒲甘战役中担任英军炮兵司令。1827年1月2日，他被授予巴斯勋章。1829年12月1日，波洛克晋升为名誉上校，后于隔年被派往坎普尔指挥一个炮兵营。他于1835年3月3日正式成为孟加拉炮兵的上校司令，并在1838年6月以少将军衔调往阿格拉军区前，在达纳普尔以准将军衔短暂担任师长。

#### 阿富汗

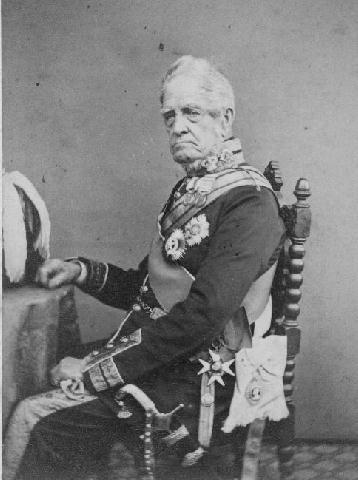
身着陆军元帅制服的乔治·波洛克爵士

1838年，印度总督奥克兰伯爵决定入侵阿富汗，宣布亲英的前统治者为阿富汗国王，从而挑起第一次英阿战争。英军在最初的战役取得了成功，但在1841年底，面对阿富汗人日益增长的敌意，英国军事和政治领导人决定从喀布尔撤出5,000名英国和印度军队和12,000名营地追随者及随军家眷。英军在1842年1月的大撤退最终成为一场灾难。由于领导效率低下、极端寒冷和阿富汗人的袭击，撤退中的英军部队损失惨重。以至于此时除了贾拉拉巴德的少量英国驻军外，从阿富汗撤离的英军部队与印度之间几乎没有其他部队能够接应。传说，阿富汗撤离的部队中只有一个人幸存。但事实上，有大约115名英国军官、士兵和家眷被俘或被扣为人质，之后得到释放。在此背景下，波洛克被派往解救贾拉拉巴德的部队：他于1842年4月通过开伯尔山口并成功完成任务。
波洛克随后开始了一项未经授权的行动，以营救撤退前留在喀布尔的英国人质。他与一支由威廉·诺特将军指挥的英国军队会合，后者正从坎大哈向喀布尔进发。波洛克最终于1842年9月占领了喀布尔。在同年10月撤回印度之前，他摧毁了喀布尔的大巴扎。1842年12月2日，波洛克获得巴斯勋章骑士大十字勋章。他于1843年12月正式在勒克瑙定居，并于1844年9月成为印度议会的军事成员。
1844年，居住在加尔各答的英国居民为纪念波洛克的功绩而设立了波洛克勋章。这枚奖章颁发给阿迪斯科姆军事学院的“季度最佳学员”。

### 晚年生活

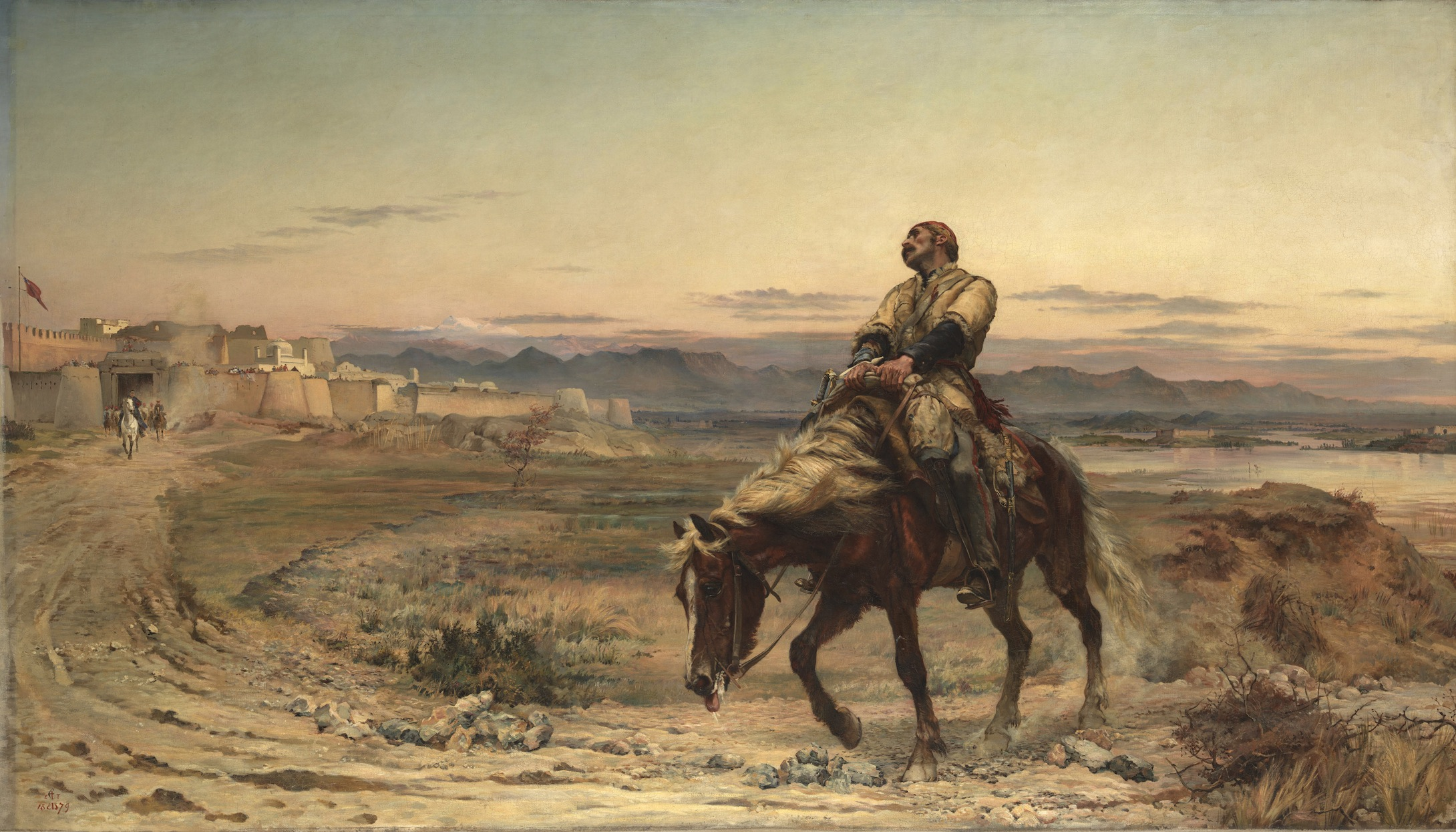
伊丽莎白·汤普森的画作描绘了布莱登医生抵达贾拉拉巴德的场景

1846年，波洛克回到英国入住克拉珀姆公地后，东印度公司每年给他支付1,000英镑的年金。他于1851年11月11日晋升中将。后于1854年成为东印度公司董事会成员。1859年5月17日，波洛克晋升上将。1861年8月19日，波洛克获得印度之星骑士指挥官勋章。后于1866年5月24日升为印度之星骑士大指挥官勋章。1870年5月24日，波洛克晋升陆军元帅。1871年11月，他成为伦敦塔总管。在1872年3月20日成为从男爵之前，他还担任第一萨里（或南伦敦）步枪志愿营的名誉司令。乔治·波洛克于1872年10月6日在肯特郡的沃摩尔去世，葬于西敏寺的北廊。

## 家庭
1810年，波洛克与弗朗西丝·韦伯·巴克莱（Frances Webbe Barclay）结婚；他们有四个儿子和一个女儿。他的长子弗雷德里克接替他成为开伯尔山口的第二代波洛克从男爵；他的第二个儿子乔治·大卫·波洛克成为一位着名的外科医生并率先使用皮肤移植，而他的第三个儿子罗伯特则于1845年在穆德基战役中阵亡。在他的第一任妻子去世后，乔治·波洛克于1852年与亨莱塔·沃拉斯顿（Henrietta Wollaston）结婚。